# Noiembrie 2011
Acest articol este generat integral pe baza informațiilor din articolul 2011 și este actualizat periodic de un robot.
 Editările făcute în articol vor fi șterse la următoarea actualizare! Dacă doriți să faceți modificări, editați articolul-sursă.

ianuarie -
februarie -
martie -
aprilie -
mai -
iunie -
iulie -
august -
septembrie -
octombrie -
noiembrie -
decembrie
Noiembrie 2011 a fost a unsprezecea lună a anului și a început într-o zi de marți.

## Evenimente

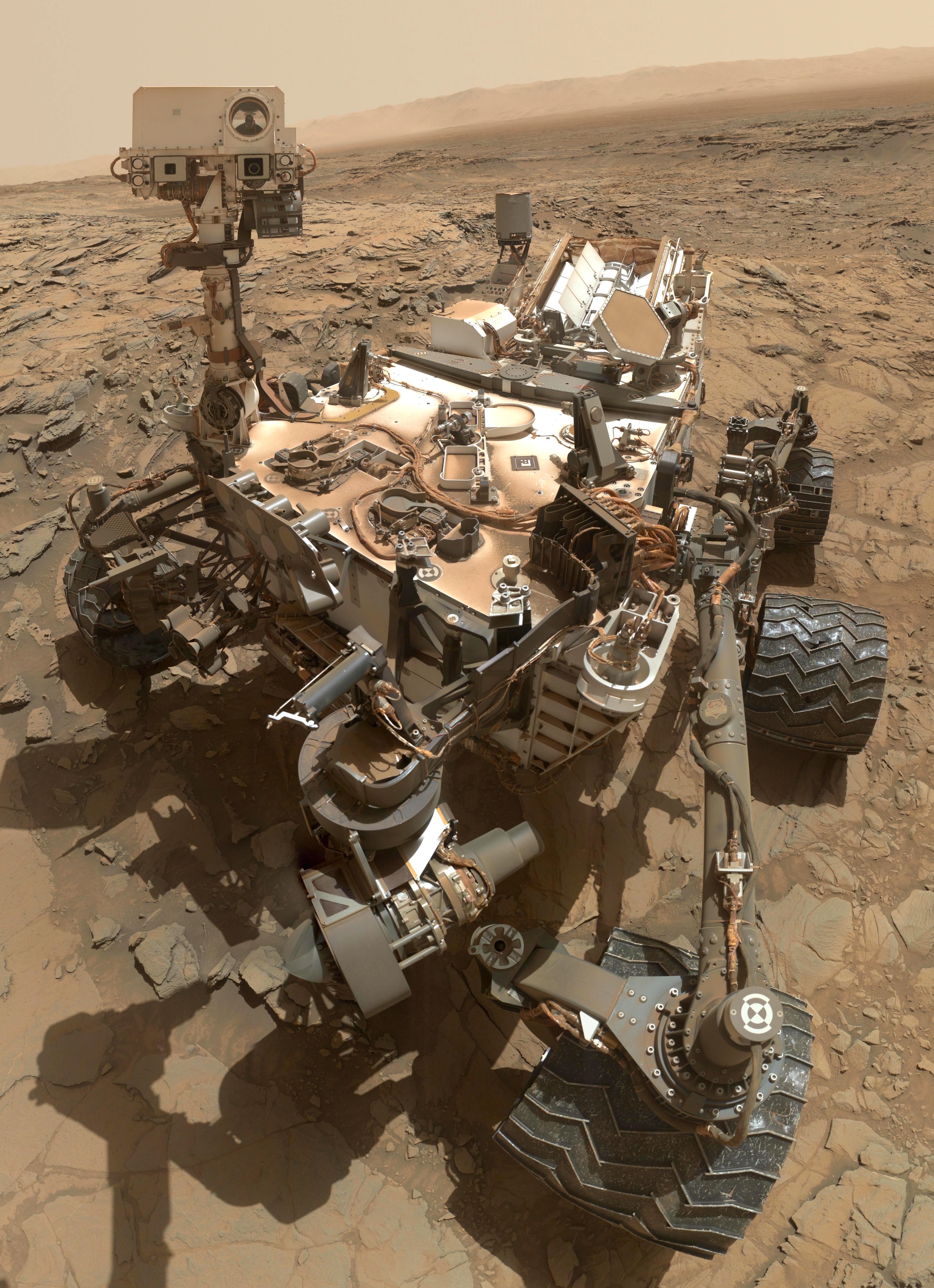
26 noiembrie: NASA trimite roverul Curiosity pe Marte

- 1 noiembrie: Institutul Național de Statistică din România a anunțat că s-a încheiat recensământul populației în data de 31 octombrie la ora 24:00. INS va publica datele provizorii privind populația stabilă la sfârșitul lunii ianuarie 2012, iar datele preliminare în perioada aprilie-mai 2012.
- 4 noiembrie: Programul Marte-500: șase astronauți, care au simulat timp de 520 de zile o călătorie spre Marte, închiși într-o replică a unei navete spațiale aflate într-un laborator din Moscova, au "revenit" pe Terra.
- 8 noiembrie: Asteroridul YU55 cu un diametru de aproximativ 400 de metri s-a aflat la o distanță de aproximativ 323.469 kilometri față de Pământ, fiind pentru prima dată în ultimii 35 de ani când un corp cosmic atât de mare trece aproape de Terra.
- 11 noiembrie: Lucas Papademos depune jurământul ca prim-ministru al Greciei.
- 11 noiembrie: Este lansat jocul de rol The Elder Scrolls V: Skyrim, premiat ca jocul anului 2011.
- 12 noiembrie: Silvio Berlusconi a demisionat din funcția de prim-ministru al Italiei după adoptarea de către Parlament a măsurilor de austeritate solicitate de Uniunea Europeană. Vestea a fost primită cu aplauze la Roma.
- 13 noiembrie: Comisia Națională de Arbitraj și Integritate Morală a PSD a luat decizia de a propune PSD excluderea lui Mircea Geoană din partid. El va fi exclus la 22 decembrie în cadrul ședinței Comitetului Executiv al PSD.
- 22 noiembrie: Prima specie de orhidee (bulbophyllum nocturnum) care înflorește noaptea, singura cunoscută din lume până în prezent, a fost descoperită de un botanist olandez, pe Insula Noua Britanie din apropiere de Papua Noua Guinee.
- 26 noiembrie: NASA lansează Mars Science Laboratory, un laborator mobil numit Curiosity - un rover cu greutatea de 1 tonă, înzestrat cu mai multe echipamente științifice decât orice vehicul trimis până acum spre o altă planetă.
- 30 noiembrie: Laurent Gbagbo, fost președinte al Côte d'Ivoire, a fost extrădat în Olanda unde se va desfășura procesul său la Curtea Penală Internațională. Este acuzat pentru rolul său din al Doilea Război Civil Ivorian.

## Decese
- 1 noiembrie: Anders Ruuth, 85 ani, teolog evanghelic suedez (n. 1926)
- 4 noiembrie: Thomas Nägler, 72 ani, arheolog și istoric român (n. 1939)
- 4 noiembrie: Norman Foster Ramsey, 96 ani, fizician american laureat al Premiului Nobel (1989), (n. 1915)
- 5 noiembrie: Ion I. Inculeț, 90 ani, inginer canadian de etnie română (n. 1921)
- 5 noiembrie: Damaskinos Papandreou (n. Basil Papandreou), 75 ani, arhiepiscop ortodox grec și Mitropolit al Genevei (n. 1936)
- 5 noiembrie: Ștefania Stere, 82 ani, interpretă română de muzică populară din zona Dobrogei (n. 1929)
- 7 noiembrie: Joe Frazier (Joseph William Frazier), 67 ani, pugilist american, campion mondial (n. 1944)
- 10 noiembrie: Andrei Igorov, 71 ani, canoist român (n. 1939)
- 13 noiembrie: Nigel Abbott, 91 ani, politician australian (n. 1920)
- 21 noiembrie: Anne McCaffrey (Anne McCaffrey Inez), 85 ani, scriitoare americană (n. 1926)
- 22 noiembrie: Svetlana Allilueva (n. Svetlana Iosifovna Stalina), 85 ani, fiica lui Iosif Stalin (n. 1926)
- 22 noiembrie: Elisabeta, Ducesă de Hohenberg (n. Elisabeth Hilda Zita Marie Anna Antonia Friederike Wilhelmine Luise), 88 ani (n. 1922)
- 22 noiembrie: Danielle Mitterrand (n. Danielle Émilienne Isabelle Gouze), 87 ani, soția președintelui francez François Mitterrand (n. 1924)
- 23 noiembrie: Miron Rațiu, 82 ani, dirijor român (n. 1929)
- 25 noiembrie: Vasili Alexeiev, 69 ani, halterofil rus (n. 1942)
- 25 noiembrie: Nikolai Krivțov, 66 ani, profesor rus (n. 1945)
- 27 noiembrie: Ken Russell (Henry Kenneth Alfred Russell), 84 ani, regizor britanic de film (n. 1927)
- 28 noiembrie: Annie Girardot (Annie Suzanne Girardot), 79 ani, actriță franceză (n. 1931)
- 29 noiembrie: Patrice O'Neal (Patrice Malcolm O'Neal), 41 ani, actor american (n. 1969)
- 29 noiembrie: Alexandru Tocilescu, 65 ani, regizor român de teatru (n. 1946)
- 30 noiembrie: Zdeněk Miler, 90 ani, regizor ceh (n. 1921)